# Pico Quioveo
Pico Quioveo är en bergstopp i Ekvatorialguinea. Den ligger i provinsen Annobon, i den sydvästra delen av landet, 700 km sydväst om huvudstaden Malabo. Toppen på Pico Quioveo är 598 meter över havet. Pico Quioveo ligger på ön Isla de Annobón. Den ingår i Alturas de Mol.
Terrängen runt Pico Quioveo är kuperad åt sydost, men norrut är den platt. Pico Quioveo är den högsta punkten i trakten. Närmaste större samhälle är Palé, 3,9 km norr om Pico Quioveo. 